# Federico Chávez
Federico Chávez Careaga (Asunción, 15 febbraio 1882 – Asunción, 24 aprile 1978) è stato un politico paraguaiano.
È stato Presidente del Paraguay in carica dal 10 settembre 1949 al 5 maggio 1954.